# Цомык, Герц Давидович
Герц Давидович Цомык (19 мая [1 июня] 1914, Могилёв — 12 января 1981, Свердловск) — советский виолончелист и музыкальный педагог.  Заслуженный артист РСФСР (1981).

## Биография
Окончил Тбилисскую консерваторию, ученик К. А. Миньяр-Белоручева. Обладатель 1-й премии на Всесоюзном конкурсе музыкантов-исполнителей в Москве (1933).
С 1932 года солист Украинской филармонии, с 1937 Всесоюзного радиокомитета, с 1938 Московской филармонии.
В 1946—1952 гг. преподавал в Тбилисской консерватории.
С 1952 г. в Свердловской, с 1954 г. заведовал кафедрой струнных инструментов. Одновременно с 1956 г. концертмейстер Симфонического оркестра Свердловской филармонии.
В 1940-50-е гг. играл в составе фортепианного трио с Александром Иохелесом и Марком Затуловским, затем на протяжении многих лет участник Квартета имени Мясковского, за работу в котором удостоен звания Заслуженный артист РСФСР (1981).
В репертуаре Цомыка — произведения русских и зарубежных классиков ( П. И. Чайковский, С. В. Рахманинов, И. С. Бах, В. А. Моцарт, М. Равель и др.).
Среди учеников профессора Цомыка — заслуженный артист России Сергей Пешков. Сын Г. Д. Цомыка — заслуженный врач Российской Федерации, уролог Владимир Герцевич Цомык.
Похоронен на Широкореченском кладбище Екатеринбурга.